# 東京女子医科大学の人物一覧
東京女子医科大学の人物一覧（とうきょうじょしいかだいがくのじんぶついちらん）は、東京女子医科大学に関係する人物の一覧記事。

## 著名な出身者

### 学術・研究
- 神谷美恵子（精神科医、著述家）
- 香川綾（学校法人香川栄養学園創始者、栄養学の母）
- 島津フミヨ（放射線医学者）
- 岡本歌子（医学者、ε-アミノカプロン酸とトラネキサム酸の開発者の1人）
- 石坂照子（免疫学者）
- 池田由子（心理学者）

### 政界
- 福田昌子（学校法人純真学園創始者、元衆議院議員）
- 薬師寺道代（参議院議員・医師）
- 許世賢（元嘉義市長・医師）
- 川野辺静（元衆議院議員、元厚生政務次官）
- 山本杉（元衆議院議員）
- 冨田ふさ（元衆議院議員）
- 竹内茂代（元衆議院議員）

### 芸能
- おおたわ史絵（内科医・タレント・執筆家）
- クリニック高田（お笑いタレント）
- 友利新（タレント・準ミス日本）
- 脇坂英理子（元タレント、麻酔科医）

### その他
- アン・サリー（シンガーソングライター）
- 北山郁子（産婦人科医、社会運動家）
- 劉英俊（フェミニズム運動家）
- 服部ケサ（医師）
- 藤村トヨ（体育教育者）
- 千原繁子（医師）
- 三神美和（医師）
- 松田ナミ（医師）
- 養老静江（医師）
- 井出博子（外科医）
- 小川正子（医師）
- 香山彬子（児童文学作家）
- 志田周子（医師、歌人）
- 石川恭子（歌人）
- 今井通子（泌尿器科医師・登山家）
- 河上敬子（医師、元女優）
- 加茂登志子（精神科医）
- 貫戸朋子（国境なき医師団日本事務局長）
- 戸佐眞弓（医療法人社団眞弓会まゆみクリニック院長・馬主）
- 村崎芙蓉子（医師・文筆家）
- 山口トキコ（医師・赤坂見附マリーゴールドクリニック院長）
- 岩本麻奈（皮膚科専門医、作家、コスメプロデューサー、美容ジャーナリスト）
- 檜垣祐子（皮膚科専門医）
- 慶田朋子（美容皮膚科医）
- 丸本百合子（産婦人科医）
- 山田朱織（整形外科医）
- 蔡阿信（医師・台湾人初の女医）

## 博士号取得者
- 片山文彦（神職、花園神社名誉宮司）
- 川副浩平（岩手医科大学心臓血管外科教授、聖路加国際病院ハートセンター長）
- 石見陽（メドピア創業者・社長CEO）
- 久保田有一（医師、東京女子医科大学附属足立医療センター脳神経外科教授・診療部長）
- 新浪博士（心臓血管外科医）